# Pero honestaria
Pero honestaria là một loài bướm đêm trong họ Geometridae.